# Pont de la Victoire
Pour l’article homonyme, voir Pont de la Victoire (Vérone).
Le pont de la Victoire (en arménien Հաղթանակի կամուրջ, Haghtanaki Gamourtch) franchit les gorges de la rivière Hrazdan à Erevan, la capitale de l'Arménie.

## Description
Le pont à deux piliers et trois arcs fut construit en pierre en 1945 et baptisé « victoire » en honneur de la défaite des nazis à la fin de la Seconde Guerre mondiale. Il fut dessiné par l'ingénieur Simon Ovnanian et les architectes Artaches Mamadjanian et Achot Asatrian.
Situé à la sortie sud-ouest de la ville, il permet de relier Erevan à l'aéroport international Zvartnots, à Etchmiadzin et au district d'Ajapniak. Côté ouest, il est au carrefour de la rue d'Athènes et de l'avenue de l'amiral Isakov, et à l'est, au carrefour de la rue Khorhrdaran et de l'avenue Machtots.
En 2005, le pont fut fermé pour des rénovations. La rumeur dit que des fissures avaient été découvertes sur les piliers du pont.